# Internationale Brug der Vriendschap
De Internationale Brug der Vriendschap (Portugees: Ponte Internacional da Amizade of kortweg Ponte da Amizade, Spaans: Puente Internacional de la Amistad of kortweg Puente de la Amistad) is een betonnen boogbrug over de Paranárivier: een rivier die stroomt door zowel de Braziliaanse deelstaat Paraná als door het departement Alto Paraná in Paraguay. De Paraná vormt de natuurlijke grens tussen Brazilië en Paraguay, waardoor de brug tevens fungeert als grensovergang. Aan de voet van beide kanten van de brug bevinden zich de steden Foz do Iguaçu in Paraná, Brazilië en Ciudad del Este in Alto Paraná, Paraguay.

## Geschiedenis

### Bouw
Voor de bouw van de brug werd er op 29 mei 1956 een verdrag getekend tussen de regeringen van beide landen alvorens de start van de bouwprocedure. Op 14 november van datzelfde jaar werd er een commissie gekozen voor het ontwerp en de constructie van de brug.
De locatie van de brug werd bepaald na het uitvoeren van hydrologische studies die betrekking hadden op het regime van de Paraná over een periode van 20 jaar. Hieruit werd geconcludeerd dat er wel vijf ideale punten waren waar de brug zou kunnen staan. Ingenieur en architect José Paulo Rodrigues de Almeida Leite ontwierp het project, waarvan de bouw in 1962 van start ging. Veel constructies en metalen materialen waren afkomstig uit Rio de Janeiro, São Paulo en Volta Redonda, een plaatsje waar de grootste staalproductie van Brazilië plaatsvond. Voor de bouw van de ondersteuning van de voetboog werd een stalen bekisting geplaatst met een totale lengte van (afgerond) 157.300 meter en een massa die gelijkstaat aan ruim 1.200 ton. Ook hiervoor was het staalbedrijf Companhia Siderúrgica Nacional (CNS) uit Volta Redonda verantwoordelijk.

### Effect op het milieu
De uitvoering van het project had diverse gevolgen voor het milieu. Om de brug van de benodigde hoeveelheid beton te voorzien, werd er een steengroeve aangelegd met een dagelijkse exploitatie van 100 m³ steen. Het zand werd uit de rivierbedding gehaald en het cement kwam uit Curitiba en São Paulo. De benodigde hoeveelheid hout was afkomstig uit het Atlantisch Woud, waar circa 14 hectare oerwoud werd gekapt die uiteindelijk niet is teruggeplant. Ook werd een groot gedeelte van de oever van de Paraná vrijgemaakt voor de bouw en werd er 139.000 m² dijk aangelegd. Om de arbeiders van drinkwater te voorzien, werd een 117 meter diepe put geboord.

### Opening en constructie
De bouw was in 1965 voltooid, waarna de brug op 27 maart dat jaar officieel werd geopend door de presidenten Castelo Branco van Brazilië en Alfredo Stroessner van Paraguay. Hoewel de brug in Brazilië Ponte Internacional da Amizade werd genoemd, gaf de Paraguayaanse dictator hem de naam Puente Presidente Alfredo Stroessner; uit zelfverheerlijking. Na zijn presidentschap werd de naam veranderd in Puente Internacional de la Amistad.
Er waren ongeveer duizend arbeiders nodig voor de constructie van de brug, die een totale lengte heeft van 552,4 meter. De afstand vanaf het midden tot aan de uiteinden van de masten is twee keer 108,7 meter. De boog heeft een lengte van 303 meter, waardoor het bouwwerk na de voltooiing een nieuw wereldrecord vestigde als brug met de grootste boogconstructie van beton. Verder is de brug 13,5 meter breed, is de hoogte vanaf de rivierbodem 78 meter en vanaf het wateroppervlak 32 meter.

#### Hoeveelheid materialen gebruikt voor de bouw
- 43.000 m³ gewapend beton.
- 14.000 ton cement.
- 2.900 ton staal.
- 120.000 m² hout. Onder andere voor formulieren, rekwisieten en steigers.
- 50 ton draadnagels: afkomstig van 20 fabrieken in staten van Panama, Santa Catarina en São Paulo.
- 12.000 ton schroeven. Het metaal kwam uit São Paulo, Minas Gerais en Rio de Janeiro.
- 33 ton ijzerdraad. Staal was afkomstig Guaira in Curitiba.
- Overig: Staalstructuren, leidingen, klinknagels en schroefverbindingen voor het monteren van het vakwerk.[3]

## Economische impact

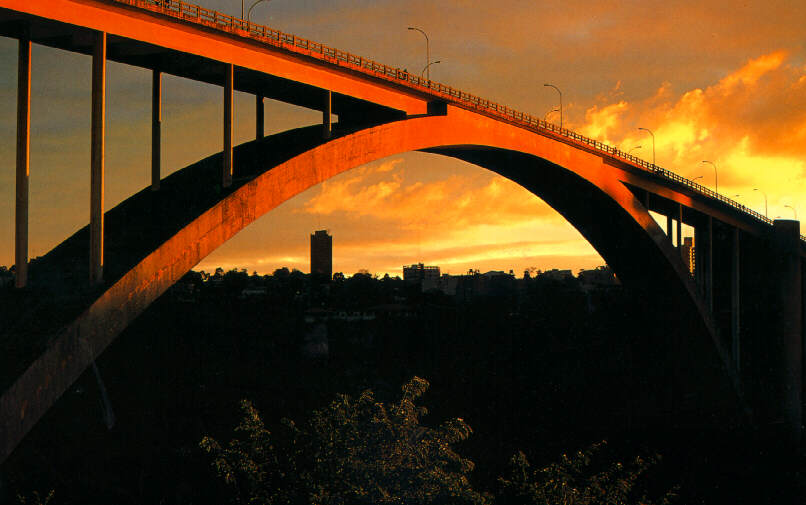
Internationale Brug der Vriendschap in de richting van Ciudad del Este

De bouw van de brug betekende het begin van een economische bloeiperiode van Paraguay, het Braziliaanse Foz do Iguaçu (stad) en Paranaguá. Bovendien betekende het de stichting van de Paraguayaanse grensstad Ciudad del Este. De brug verbrak de beperkingen tussen Brazilië en Paraguay die voorheen elkaar enkel konden bereiken via het verder inlands gelegen en destijds (voor 1960) vrijwel onbewoonde Mato Grosso do Sul.
Voornamelijk voor Paraguay was de brug van groot belang. Als landlocked state werd het via de brug en de aangesloten snelweg BR-277 verbonden met Paranaguá, de dichtstbijzijnde havenstad aan de Braziliaanse kust. Doordat de import- en exportkosten vanuit Brazilië veel lager waren, werd het Paraguay’s grootste handelspartner. Hierdoor ontstond er een explosieve stijging van import en export vanuit Paraguay. Paranaguá werd de strategisch gelegen haven, waarbij Foz do Iguaçu en Ciudad del Este sindsdien als belangrijke grensplaatsen fungeren.

## Illegale handel

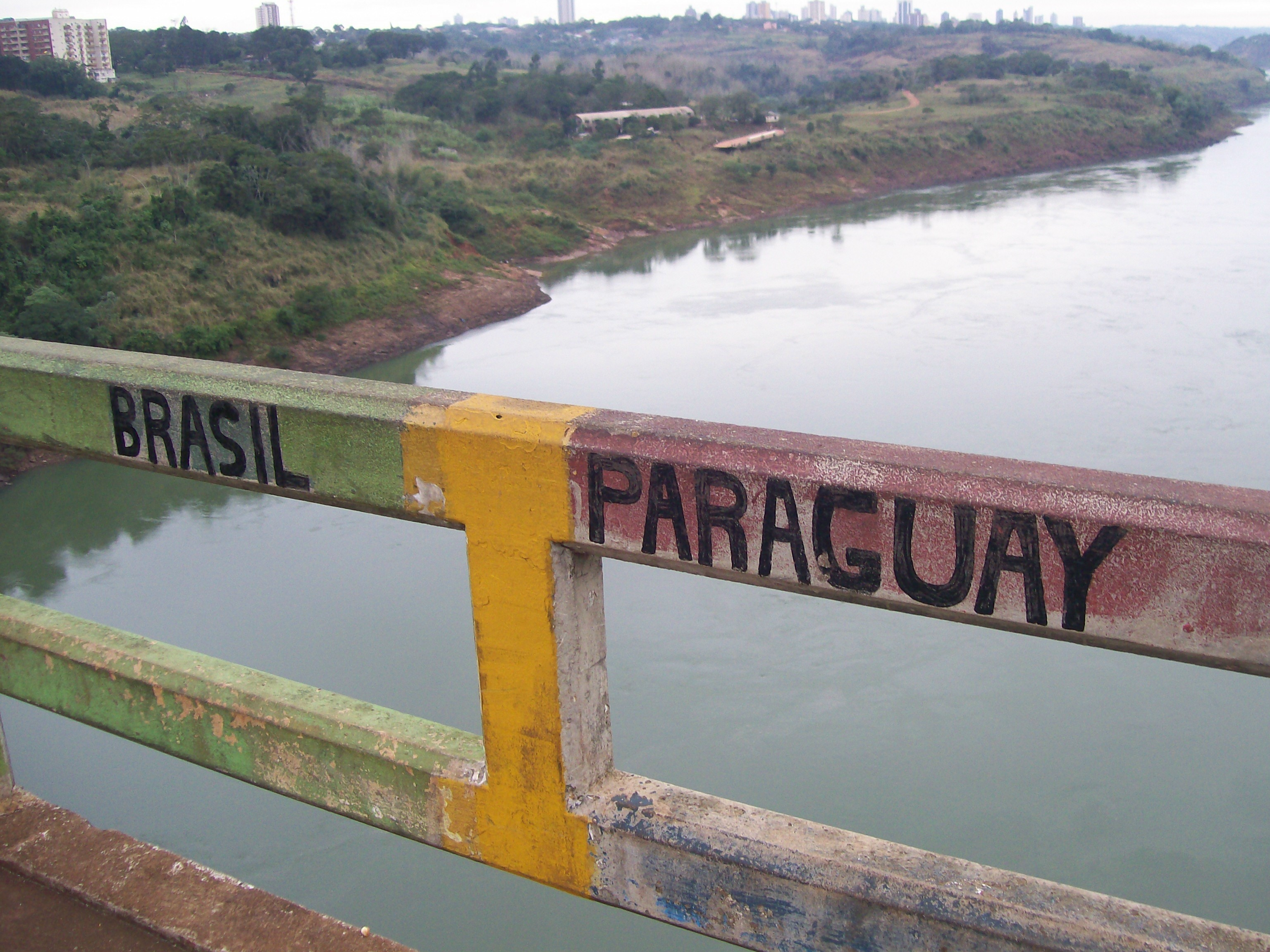
De grensovergang op de brug

Door de gebrek aan controle, voornamelijk bij de grensposten aan de Paraguayaanse voet van de brug, de drukte en het vrijhandelsverdrag tussen Brazilië en Paraguay, is er sinds de jaren tachtig een heuse handel van smokkelwaar ontstaan via de Vriendschapsbrug vanuit Paraguay. Sinds de stichting van Ciudad del Este groeide de stad uit tot de op twee na grootste taxfree zone ter wereld, waar in sommige gevallen de producten er driekwart goedkoper te verkrijgen zijn dan in Brazilië. Doordat er officieel geen maximumwaarde is gesteld aan de goederen die per persoon mogen worden ingevoerd, wordt de controle op smokkelaars bemoeilijkt. Ook de douane-unie (Mercosur) tussen Brazilië, Paraguay, Uruguay en Argentinië die de vrije handel tussen deze landen moet bevorderen, zorgt in de praktijk voor een uiterst passief en tolerant optreden van de douane van beide landen.
Alsmede hierdoor vertrekken er dagelijks duizenden Braziliaanse toeristen via de Vriendschapsbrug naar de Paraguayaanse stad om te profiteren van de taxfree zone. Vaak wordt er extra ingekocht om de producten uiteindelijk door te verkopen in Brazilië. Ook handelaren smokkelen dagelijks voornamelijk elektronica het land binnen. Buiten dat is er een heuse invoer van illegale goederen ontstaan, waarbij dagelijks drugs, wapens en munitie Brazilië worden binnengesmokkeld waarvan de waarde wordt geschat op 1,2 miljard dollar per jaar. Hiermee is het een van de grootste smokkelhandel van Zuid-Amerika. Geschat is dat bij 90% van de binnengesmokkelde goederen bendes, maffia en andersoortige criminele organisaties betrokken zijn. Dit resulteerde van eind jaren tachtig tot 2004 in een toename van gewapende conflicten en moorden in beide grenssteden.

## Protesten
In 2004 besloot de Braziliaanse regering dat de politiemacht bij de grensposten van de brug moest worden versterkt en dat er verscherpt toezicht moest worden gehouden. Ook werd er extra personeel ingezet vanaf 150 km voor de brug op de BR-277, de snelweg die aansluit op de Vriendschapsbrug. Hoewel de Paraguayaanse autoriteiten geen maatregelen namen, daalde het aantal gesmokkelde goederen met 45%. Dit leidde tot hevige conflicten tussen de illegale handelaren en de lokale politie. Uit protest werd de brug in 2004 en 2005 meerdere malen geblokkeerd door illegale handelaren en bendeleden die vonden dat het verdrag van vrije handel tussen de landen werd geschonden.
Tot op heden blijft de smokkelhandel via de Vriendschapsbrug een groot probleem. Desondanks wordt er de komende jaren een afname verwacht, doordat in 2011 ook de Paraguayaanse autoriteiten hadden aangegeven verscherpt toezicht te houden. Ook dat ging gepaard met demonstraties.
Op 29 juni 2012 waren er vreedzame demonstraties bij de Vriendschapsbrug door de afzetting van de Paraguayaanse president Lugo. De brug werd hierdoor enkele uren gesloten.

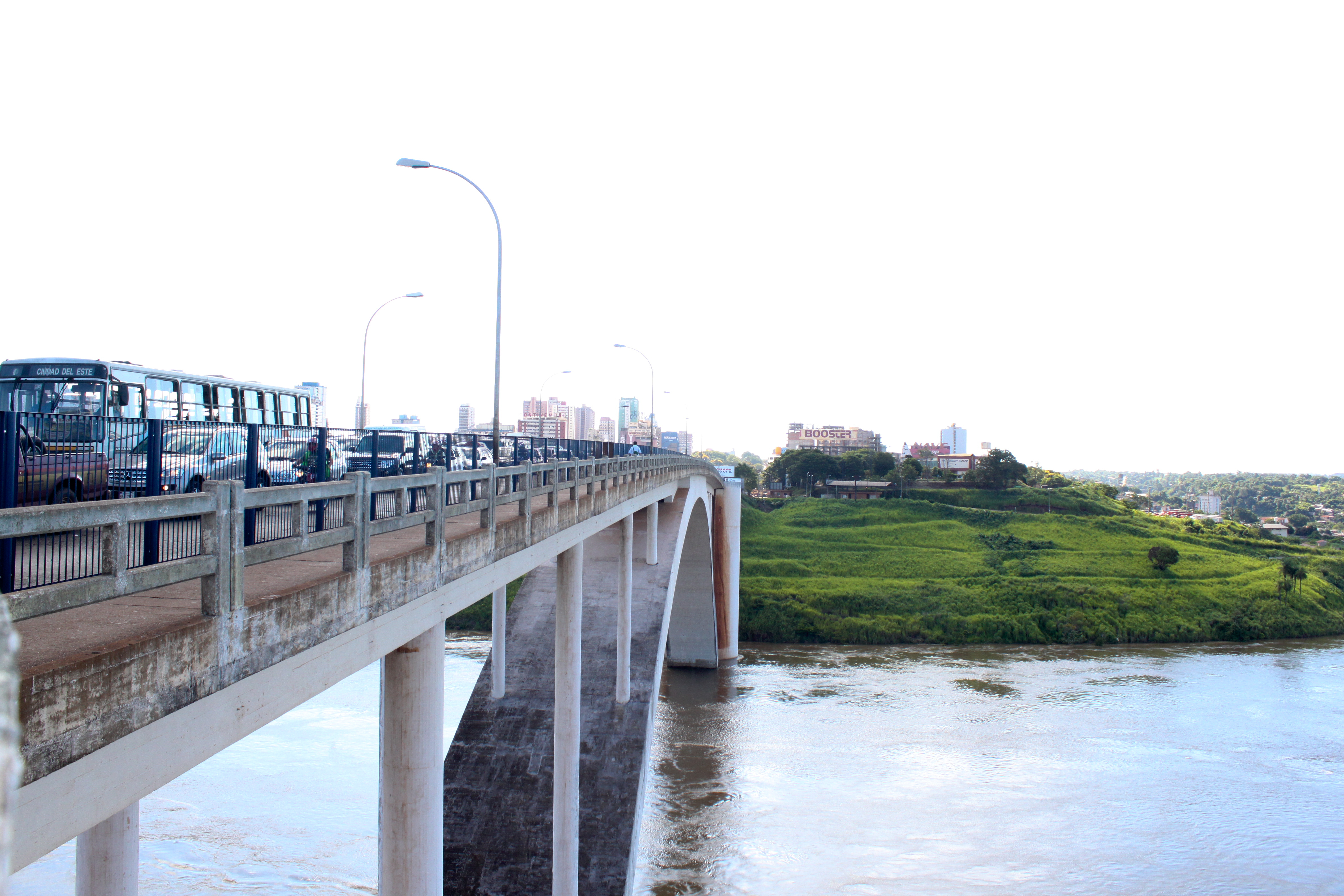
Er staan vrijwel geheel de dag files op de brug

## Opstoppingen
Aangezien al het transport, vervoer en verkeer van Foz do Iguaçu naar Ciudad del Este en andersom gebruikmaakt van de Vriendschapsbrug, zijn er dagelijks veel opstoppingen. Iedere dag rijden er meer dan 7000 Brazilianen naar Paraguay die in de vele taxfreewinkels in Ciudad del Este werken. Daarbij komen nog het transport en de duizenden afreizende toeristen. Andersom vertrekken er dagelijks honderden Paraguayaanse arbeiders naar de enkele textielfabrieken die Foz do Iguaçu tot zijn beschikking heeft en vertrekt er veel transport van Paraguay naar Paranaguá. Omdat er geen alternatieve routes of vervoersmiddelen (mogelijk) zijn staan er vrijwel de gehele dag files langs de grensposten, waarvan de duur rond het spitsuur en in de weekenden gemakkelijk kan oplopen tot drie uur. Vele omwonenden en toeristen steken vaak lopend de brug over.